# ۷-هیدروکسی‌میتراگینین
۷-هیدروکسی‌میتراگینین (به انگلیسی: 7-Hydroxymitragynine) یک ترکیب شیمیایی با شناسه پاب‌کم ۴۴۳۰۱۵۲۴ است. 